# Barra de tareas
En informática, se denomina barra de tareas a la barra que sirve para encontrar y controlar aplicaciones de diversos sistemas operativos, entre ellos Microsoft Windows, Linux y Mac OS X.

## Microsoft Windows
En Microsoft Windows la barra de tareas es generada por el escritorio y este a su vez por el proceso explorer.exe . Consiste en un área donde aparecen en forma de botones los programas en ejecución y del mismo los accesos directos a programas, otras barras y diversas notificaciones durante la sesión de trabajo por parte del usuario.

### Conocer la ubicación de las ventanas
Si abre más de un programa o documento simultáneamente, es posible que las ventanas empiecen a amontonarse rápidamente en el escritorio. Las ventanas se cubren entre ellas u ocupan toda la pantalla, por lo que a veces es difícil ver  más ahí debajo o recordar lo que se tiene abierto. Es en estas situaciones en las que la barra de tareas resulta muy cómoda. Siempre que abre un programa, un archivo, o una aplicación, Windows crea un botón en la barra de tareas que se corresponde con ese elemento. El botón muestra el icono y el nombre del elemento. En la imagen incluida a continuación, hay tres programas abiertos: Word, Excel y el Windows Media Player; cada uno con su propio botón en la barra de tareas.
Observará como el botón de Word en la barra de tareas aparece seleccionado.  Esto indica que Word es la ventana activa, lo que significa que se encuentra delante de otras ventanas abiertas y que está listo para que se interactúe con él. Para cambiar a otra ventana basta hacer clic en el botón correspondiente en la barra de tareas. Hacer clic en los botones de la barra de herramientas es solamente una de varias maneras de cambiar entre las ventanas.

#### Minimizar y restaurar ventanas
Cuando una ventana está activa (el botón correspondiente aparece seleccionado en la barra de tareas), al hacer clic en su botón en la barra de tareas, se minimiza la ventana. Esto significa que la ventana desaparece del escritorio. Cuando se minimiza una ventana, no se cierra ni se elimina su contenido, simplemente se quita temporalmente del escritorio. Después terminan minimizados solamente Excel y el Windows Media Player pero están ejecutándose todavía, ya que aparecen sus respectivos botones en la barra de tareas. También puede minimizar una ventana nueva.

#### Botón Minimizar (derecha)
Para restaurar una ventana minimizada -es decir, para que vuelva a mostrarse en el escritorio-  haga clic en su botón en la barra de tareas. Para obtener más información acerca de estos botones, consulte la ayuda y soporte técnico de Windows.

### Agrupar en la barra de tareas elementos similares
Conforme abra más ventanas, verá que el ancho de los botones de la barra de tareas se reduce para permitir que se inserten  nuevos botones;  sin embargo, si la barra de tareas se llena en exceso de botones, los botones del mismo programa se agruparán en un solo botón. Al hacer clic en un botón, se muestra un menú que enumera los archivos del grupo y al hacer clic en uno de los elementos del menú, se activa la ventana.

#### Barra de tareas
Justo a la derecha del botón Inicio, se encuentra la barra de tareas de Inicio rápido. Como su nombre lo indica, le permite iniciar programas con un solo clic. Por ejemplo, haga clic en el ícono del Internet  Explorer para iniciar el navegador web.
Puede personalizar la barra de herramientas de inicio rápido agregando sus programas favoritos en ella. Encuentre el programa en el menú inicio, haga clic  con el botón derecho en él y a continuación, seleccione Agregar a Inicio Rápido (Si no ve esta opción, también puede arrastrar el icono del programa a la barra de tareas Inicio rápido), el icono del programa ahora aparece en la barra de herramientas.
Para quitar un icono de la barra de herramientas de inicio rápido, haga clic con el botón derecho en él, seleccione Eliminar  y en el cuadro de diálogo que se abre, haga clic en  Sí.
De manera predeterminada la barra de herramientas inicio rápido también un botón para mostrar su escritorio, es decir oculta sus ventanas y muestra el contenido del escritorio de forma rápida. Para volver a visualizar las ventanas abiertas, haga clic otra vez en el botón, del mismo modo en Windows Vista se encuentra el botón Flip 3D para cambiar de una ventana a otra rápidamente, sin embargo estas funciones no se encuentran habilitadas de forma predeterminada en Windows 7 en la barra de herramientas de inicio rápido.

#### Área de notificación
El área de notificación, situada en el extremo derecho de la barra de tareas, incluye el reloj y un grupo de iconos, como muéstra la siguiente imagen. Estos iconos indican el estado de alguna parte del equipo o proporcionan acceso a determinados valores de configuración. El conjunto de iconos que vea dependerá de qué programas o servicios tenga instalados y de cómo el fabricante haya configurado el equipo. Al mover el puntero hacia un icono concreto, verá el nombre de ese icono o el estado de una configuración. Por ejemplo, al señalar el icono del Volumen se muestra el nivel actual del volumen del equipo. Al señalar el icono de Red, muestra la información que indica si está conectado a una red, la velocidad de conexión y la intensidad de la señal. Si hace doble clic en un icono del área de notificación, normalmente se abre el programa o la configuración asociada a él. Por ejemplo, si hace doble clic en el icono de red se abre el Centro de redes y recursos compartidos. En ocasiones, un icono del área de notificación mostrará una ventana emergente pequeña denominada notificación, para mostrar un aviso, por ejemplo -después de agregar hardware al equipo- informará el estado de la configuración, puede hacer clic en el botón  Cerrar  situado en la esquina superior derecha de la notificación para descartarla. Si hace caso omiso, la notificación desaparecerá por sí misma tras unos segundos.
Para reducir la acumulación de elementos, Windows oculta los iconos en el área de notificación cuando no los ha utilizado durante cierto tiempo. Haga clic en el botón  Mostrar iconos ocultos y aparecerán temporalmente los iconos ocultos.

#### Trabajo con ventanas
Al abrir un programa, un archivo o carpeta, aparece en pantalla una ventana. En Windows, las ventanas pueden aparecer en cualquier lugar, por lo que es importante entender cómo se pueden mover, cambiar de tamaño o simplemente hacerlas desaparecer.
La posición por defecto de la barra de tareas es la parte inferior de la pantalla, siguiendo la ley de Fitts, y de izquierda a derecha contiene por defecto el menú Inicio, la barra de inicio rápido, los botones de la barra de tareas y el "Área de notificación".
La barra de tareas de Windows es uno de los componentes más importantes de la interfaz del sistema, contiene además de los elementos ya antes descritos y de forma opcional otras barras de herramientas: como la barra de inicio rápido, de enlaces, de escritorio, de direcciones, de idiomas, etc. y también es posible crear barras personalizadas.
En la barra de tareas de Windows también se ubican las aplicaciones que están abiertas en un determinado momento. Cada programa está representado por un botón, si se hace clic en este, se hace visible en pantalla la ventana de ese programa.
Desde la barra de tareas también se pueden acceder a acciones rápidas como agrupar todas las ventanas que se encuentran abiertas en cascada u otras formas, ir al administrador de tareas, agregar otras barras de herramientas, bloquear la barra, etc.
La barra de tareas es flexible, permite ampliarla y moverla de posición hacia otros extremos de la pantalla (arriba, a la derecha o a la izquierda), pero es usual encontrarla en el fondo (abajo).

### Componentes de la barra de tareas
- El Menú Inicio contiene comandos para acceder a programas, documentos o configuraciones. Estos comandos incluyen Programas, Documentos, Panel de Control, Buscar, Ayuda, Ejecutar, cerrar sesión y apagar equipo.
- La Barra de Inicio Rápido, introducida con Internet Explorer 4, contiene accesos directos a las aplicaciones. Windows pone enlaces por defecto, como Internet Explorer, y el usuario o software third-party pueden añadir más luego. Un solo clic en un icono del área lanza la aplicación. Esta sección no siempre está presente: por ejemplo, está ausente por defecto en Windows XP, pero puede activarse. Normalmente todas las aplicaciones SDI tienen un solo botón por ventana, aunque las ventana modelo también pueden aparecer aquí.
- Windows crea un "botón" cuando una aplicación crea una ventana que no tiene otra ventana principal: por ejemplo, una ventana que no tiene "padre" y que se crea de acuerdo a las directrices de la interfaz de usuario de Windows. 
  - Windows XP introdujo el agrupamiento de la barra de tareas, con la que se puede agrupar varias ventanas en un mismo botón en la barra de tareas. Este botón aparece como un menú con todas las ventanas agrupadas al hacer clic sobre él. Esto evita que la barra de tareas se sobrecargue con botones del mismo tipo de programa o aplicación.
  - Windows Vista introdujo la vista previa de ventanas las cuales mostraban en miniatura una vista de la aplicación en tiempo real. Esta mejora se proporciona por el Gestor de ventanas.
  - Windows 7 introdujo las jumplist. Las jumplist son menús que proveen de accesos directos a los documentos abiertos recientemente, o distintas opciones con las que interactuar con un programa específico. Se muestran cuando el usuario hace clic derecho sobre el icono en la barra de tareas, o cuando arrastra el icono hacia arriba con el botón izquierdo del ratón; sin embargo, esta versión, del mismo modo eliminó una serie de características en la barra de tareas que se habían conservado en ediciones anteriores.
- La última parte de la barra se denomina área de notificación o bandeja del sistema (bandeja del sistema fue el nombre que llevó esta área hasta antes de Windows XP[3]). Contiene notificaciones de estado, aunque algunos programas, (como Winamp), la usan para minimizar las ventanas. El reloj aparece aquí por defecto y las aplicaciones pueden poner iconos para avisar de algo al usuario, por ejemplo una aplicación puede poner un icono de impresora en el área de estado para indicar que un trabajo de impresión está en marcha; o un driver de visualización puede dar acceso rápido a varias resoluciones.

En el área de notificación es posible ver algunas de las aplicaciones que se cargan junto con Windows, un exceso de íconos en esta área indica que se están cargando muchos programas y eso puede no solamnete hacer más lento el inicio de sistema, sino que también puede afectar el rendimiento general del mismo.
Además de accesos a programas, esta área puede mostrar la fecha y hora del sistema y acceso a herramientas de Windows, como la herramienta controladora del volumen de audio.
También el área de notificación suele alojar íconos que notifican diferentes situaciones que se presentan: indicar que se conectó un nuevo hardware, que existe un problema con algún componente, que hay poco espacio en algún disco duro, que existen nuevas actualizaciones para Windows, o si se presenta algún problema en la seguridad del sistema (como cuando se desactiva el antivirus o el firewall), etc.
Esta herramienta puede configurarse desde Inicio->Configuración->Barra de tareas y Menú Inicio.

### Personalización
La barra de tareas de Windows puede ser modificada por los usuarios de distintas formas. La posición de la barra de tareas puede cambiarse para ponerla en cualquiera de los laterales de la pantalla primaria. Incluyendo Windows Server 2008, la barra de tareas está restringida a una sola pantalla, a pesar de que otros fabricantes, desarrollen utilidades como UltraMon, la cual permite abarcar múltiples pantallas. Cuando la barra de tareas se muestra vertical en versiones anteriores a Windows Vista, el botón Inicio solamente muestra el texto "Inicio" o el equivalente traducido si el ancho de la barra de tareas es suficientemente ancho para enseñar todo el texto. Sin embargo, el borde de la barra de tareas (en cualquier posición) se puede arrastrar para controlar su altura (anchura en caso de estar en vertical); esto es especialmente útil para la barra de tareas vertical y que pueda mostrar el título de la ventana al lado de su icono.
Los usuarios pueden redimensionar la altura (o anchura en forma vertical) hasta la mitad del área de la pantalla. Para evitar el cambio de tamaño o reposicionamiento de la barra de tareas, Windows XP y las posteriores versiones, bloquean la barra de tareas por defecto. Cuando se desbloquea, unos "puntos" se muestran al lado de los elementos que se pueden mover, los cuales permiten redimensionar y mover los iconos o componentes de la barra de tareas.
La barra de tareas tiene la opción de ocultarse automáticamente, hasta que el puntero del ratón se mueva hacia donde esté posicionada.

## ReactOS
Reactos es un sistema operativo libre similar a Microsoft Windows, compatible con las aplicaciones desarrolladas para este pero su código fuente es independiente del sistema operativo tomado como base (Windows). Hace uso de diversos proyectos libres en la red para funcionar, entre ellos Wine y Mesa 3D.
Su funcionamiento es prácticamente el mismo que Microsoft Windows y por ahora su barra de tareas es muy similar a la de Windows XP con el tema clásico, sin embargo como se encuentra en fase de desarrollo es posible que con el tiempo agregue otras funciones.

## Linux
En Linux, dependiendo del entorno de escritorio, puede mostrarse la barra de tareas con diferente apariencia.

### GNOME
GNOME 2 utiliza su propio tipo de barra de tareas, conocido como paneles (por lo tanto, el programa responsable de ellos se llama gnome-panel), de forma predeterminada contiene dos paneles (en la parte superior e inferior de la pantalla), mientras que en la versión uno solo contenía el panel inferior, muy similar a la barra de tareas de KDE.
Normalmente el panel superior contiene menús de navegación, los cuales contienen vínculos a las aplicaciones comunes, áreas del sistema de archivos y las preferencias del sistema, así como utilidades de administración.

### KDE
En varias distribuciones basadas en KDE, la barra de tareas es ejecutada por Plasma, y tiene dos partes: el panel y la barra de tareas. El panel es una barra de control que ocupa la parte inferior de la pantalla, y que se usa para buscar y ejecutar aplicaciones y navegar a través de ventanas y escritorios. Contiene el menú, comparable al menú Inicio de Windows; el navegador de disco, que permite acceder al sistema de archivos por medio de menús (se puede hacer algo similar en Windows); y el selector de escritorios, que cambia entre escritorios. El último ítem no está en Windows por defecto. Como con la Barra de Inicio Rápido de Windows, se pueden añadir botones adicionales al panel de KDE, para abrir rápidamente aplicaciones, documentos y URLs.
En cuanto a la barra de tareas, ocupa la parte superior de la pantalla y ayuda a mantener el control sobre las aplicaciones. Es similar a los botones de la Barra de Tareas de Windows.

## Mac OS
En Mac OS la barra de tareas es conocida como Dock, es similar en funciones a la existente en otros sistemas operativas.